# Elverums kommun
Elverums kommun (norska: Elverum kommune) är en kommun i landskapet Østerdalen i Innlandet fylke i östra Norge. Kommunen har drygt 20 000 invånare, varav cirka 14 000 bor i centralorten Elverum.
De kända tvillingarna Marcus & Martinus har vuxit upp i Elverum, precis som längdskidåkaren Bjørn Dæhlie.
Tidigare har kommunen tillhört dåvarande Hedmark fylke. 

## Kommunvapnet
Kommunvapnet som fastställdes 1988 beskriver en uggla i guld med utsträckta vingar på röd bakgrund. Ugglan representerar utbildningen i kommunen och färgerna guld och rött symboliserar det nationella försvaret och händelserna 1940 när Tyskland ockuperade Norge.

## Tätorter
I Elverums kommun finns två tätorter:
- Elverum (centralort)
- Heradsbygd

## Vänorter
- Sunne kommun, Värmlands län, Sverige

## Socknar
Inom Norska kyrkan är Elverums kommun indelad i fem socknar:
- Elverums socken
- Heradsbygds socken
- Hernes socken
- Nordskogbygda socken
- Sørskogbygda socken

Socknarna ingår i Sør-Østerdals prosteri i Hamars stift.

## Bilder

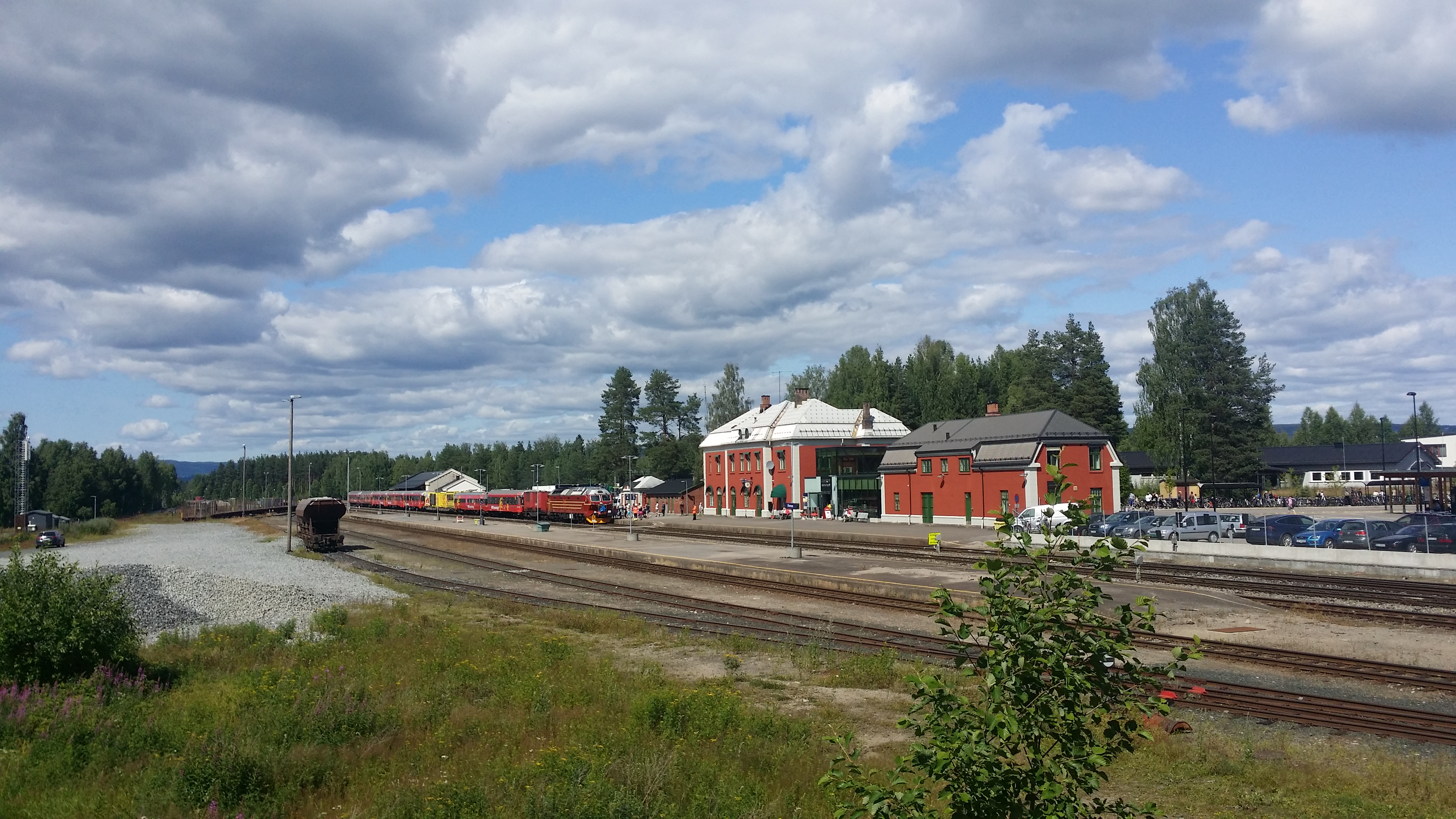
Elverums järnvägsstation.
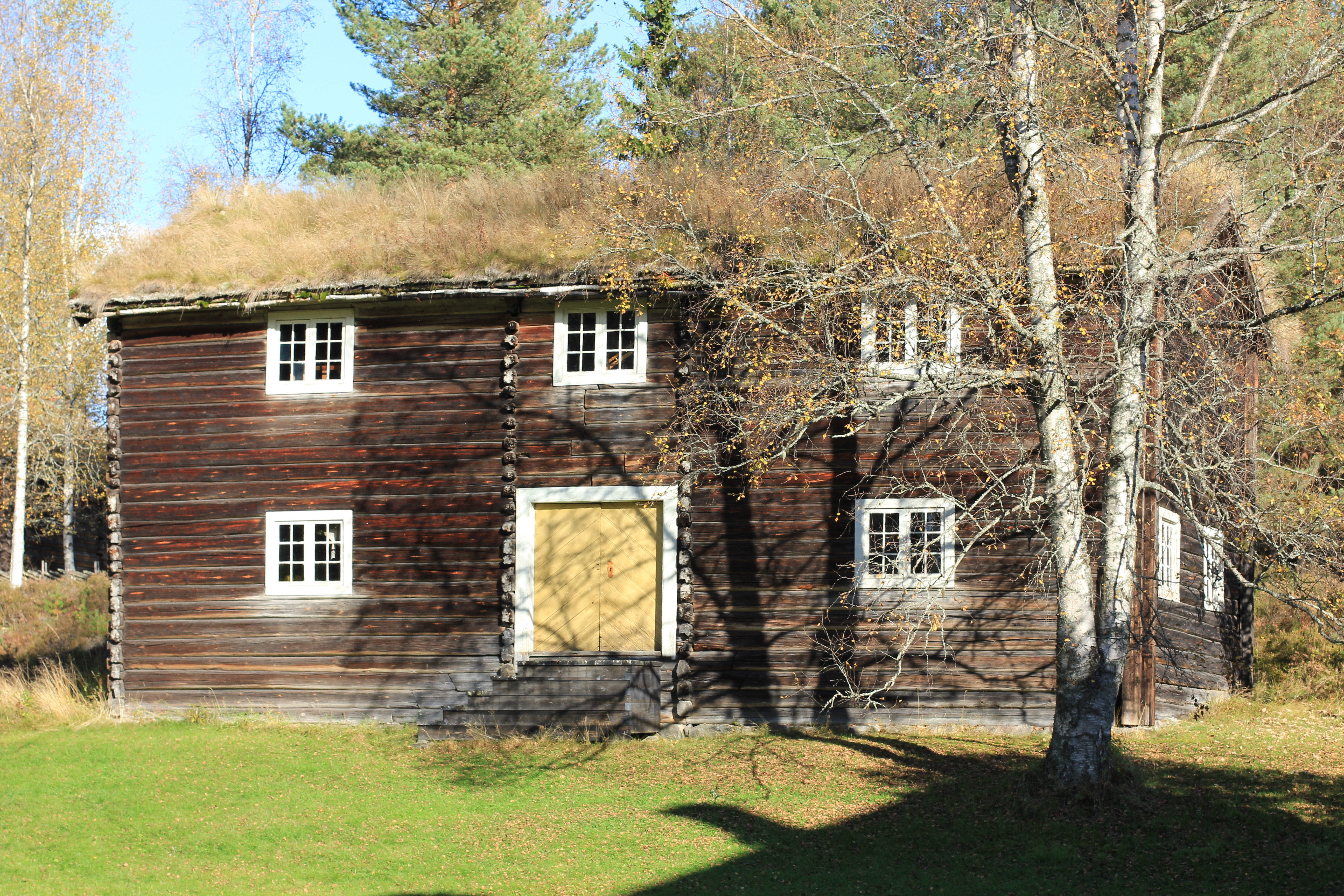
Glomdalsmuseet.
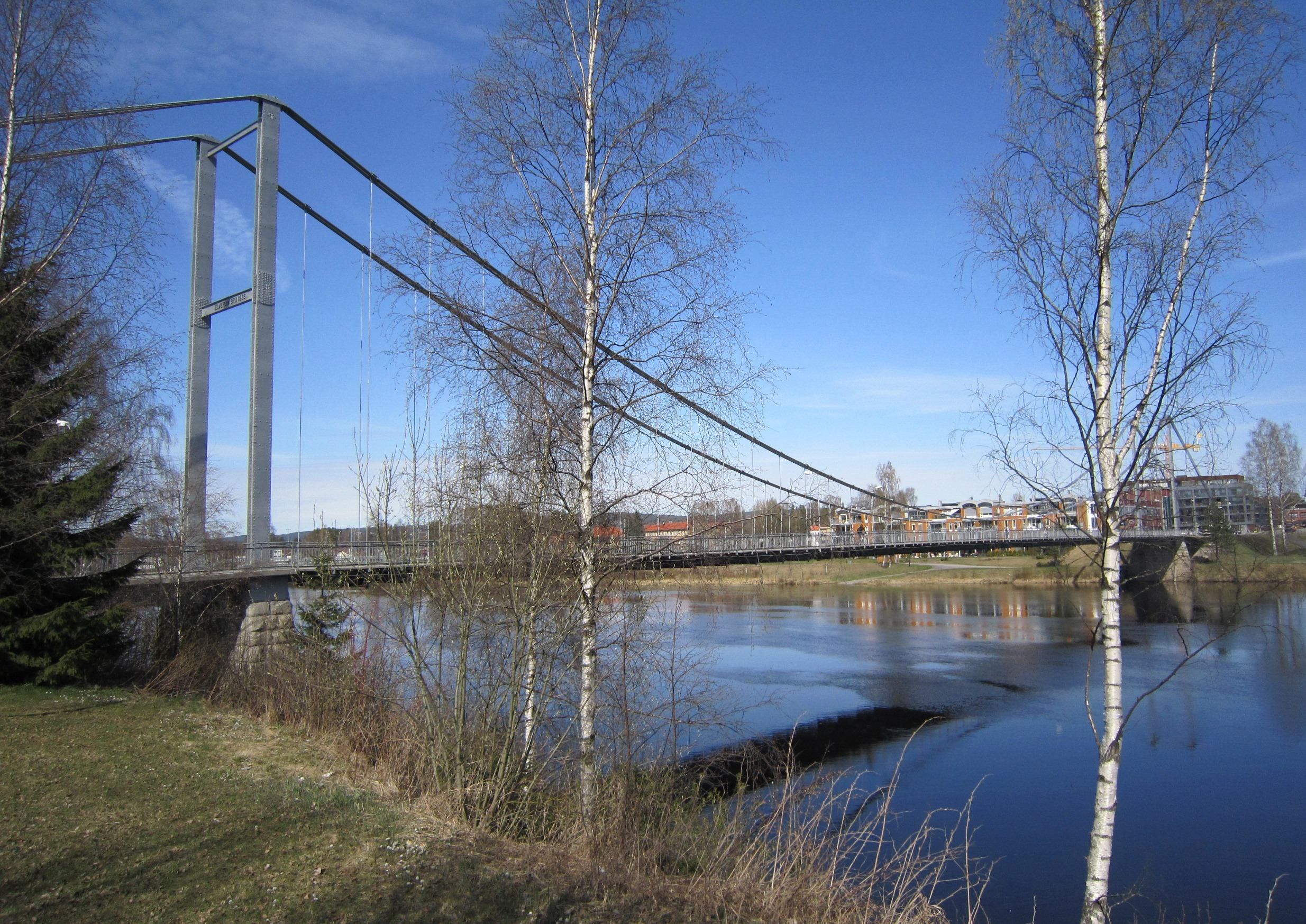
Nya bron i Elverum.